# Casimiro Szlapelis
Casimiro Szlapelis (Kupiškis, Lituania; 1 de octubre de 1895-Sarmiento, Chubut, Argentina; 10 de mayo de 1983) fue un aviador argentino de origen lituano. Apodado el abuelo del aire, es recordado entre otras cosas por "bombardear" escuelas con caramelos para los niños.
Da su nombre a varias instituciones chubutenses, como la escuela agrotécnica o el aeropuerto localizados en Alto Río Senguer, pueblo cuya primera comisión administrativa vería a Casimiro como presidente.

## Biografía

### Infancia y juventud
Nacido el 1 de octubre de 1895 en el pueblo de Kupiškis, cerca del río Lėvuo, en Lituania, era el quinto hijo de Justino Szlapelis, y el primero de su segunda esposa, Sofía Yankaukas. Su abuelo paterno, Isidoro, vivía en Gualeguaychú, en la provincia de Entre Ríos, Argentina. En 1897, Isidoro se muda a Colonia Sarmiento (actual Sarmiento) en la provincia de Chubut, e invita a su familia a que se le una en la chacra que adquirió en la zona.
La familia de Casimiro se muda de Lituania a Sarmiento, cumpliendo él 2 años ya en la Argentina. Su madre da clases en la escuela local de artes y oficios, mientras su padre y abuelo trabajaban los campos hasta 1903, cuando una plaga de langostas arrasa los cultivos y destruye el campo. Pese a esto, la familia se asienta definitivamente en la localidad.
Durante su infancia, viviendo cerca del lago Musters y el río Senguer, él y varios de sus hermanos asisten a la escuela local, para luego Casimiro irse a estudiar a un colegio de pupilos en Comodoro Rivadavia. En su juventud trabajó como esquilador, peón, carrero y mecánico.

### Matrimonio
En 1918 adquiere su primer auto propio y se independiza de sus padres. Ese mismo año le declara amor por carta a una chica local, Amalia Ramig, rusa proveniente de una colonia volga. Cuando la familia de la chica se opone por ser ella menor, él espera a que cumpla la mayoría de edad, y se casan años después, en una localidad distinta ya que no había iglesia en su pueblo por ese entonces. Tienen seis hijos juntos: Elena, Tula, Antena, Rosa, Alba y Febo. Todos ellos serán en un futuro parte de un conjunto coral, que cantará en todo acontecimiento importante de la zona.

### Méritos
Durante esta época, trabajó como contratista, construyendo escuelas y caminos en la localidad. Es reconocido como el primer automovilista de la zona conduciendo un automóvil Buick de cuatro cilindros con palanca afuera, y es el primero del pueblo en adquirir una radio en 1922, la cual comparte con el resto de la población, dejando la puerta de su hogar abierta para que todos puedan oír.
En 1929 decide explotar una mina de hierro y cobre descubierta en el lago Fontana a la que nombra como "El Solcito". También lleva a cabo la extracción de uranio de las mesetas patagónicas, y trabajó de operador de cine, así como también de director en obras de otras escuelas en las localidades de Río Mayo, Aldea Beleiro y Aldea Apeleg.

### Aviación
Su carrera como aviador comienza en 1929, cuando aprende a volar con un piloto y mecánico francés llamado Gurinski. Realizó el curso de piloto con Próspero Palazzo y en 1933, sin permisos ni licencia, emprende vuelo en un avión planeador. Posteriormente se incorporaría como contratista de la empresa YPF.
En 1951 consigue su brevet, compra un avión de segunda mano y funda un aeroclub en el pueblo. A lo largo de su vida adquiere dos aviones más; el tercero y último es un monoplano Luscombe de 1947, con el que sobrevuela la zona, usando la ruta 3 para guiarse en el aire. Este avión es el más icónico de todos. Bautizado como "El Chimango", con este avión traslada enfermos, materiales y gente para llevar a trabajar en la patagonia. También llevaba niños a sobrevolar sus casas, y es célebre su rutina de lanzar bolsas de caramelos desde el aire hacia los patios de las escuelas, que explotaban como bombas al caer, repartiendo dulces por todos lados.

### Fallecimiento
Luego de la muerte de su esposa, Casimiro sobrevuela el cementerio tirando flores todos los domingos, intentando que caigan cerca de su tumba. Es quién cuida y mantiene el sepulcro matrimonial, visitándolo repetidamente, sobre todo en los otoños, pues parece que Amalia falleció un día del mes de marzo.
Casimiro fallece de causas naturales el 10 de mayo de 1983, después de almorzar en el aeroclub, adormecido escuchando por la radio una melodía de Brahms, con un diario en la mano.